# Bairanatti, Sampgaon
Bairanatti là một làng thuộc tehsil Sampgaon, huyện Belgaum, bang Karnataka, Ấn Độ.